# Кастль (Лаутерахталь)
Кастль (нем. Kastl) — торговая община в Германии, расположенная в округе Амберг-Зульцбах в Верхнем Пфальце, входящий в Регион Нюрнберг в Баварии. 
Община граничит с муниципалитетами Илльшванг на севере, Лаутерхофен на западе, Фельбург на юге, Хоэнбург на юго-западе, Урсензоллен на востоке и Биргланд на северо-западе.

## География
Кастль находится примерно в 50 километрах восточнее Нюрнберга и в 70 километрах северо-западнее Регенсбурга. 
Поселок расположен в восточной части Франконских Альб.
Самая высокая точна общины - холм Бреннерсберг (587 м).
Через Кастль протекает река Лаутерах, приток Фильса.

### Климат
Средняя температура в июле составляет менее 22 °C, а в январе — более -3 °C.

### Внутреннее деление
Помимо Кастла, в состав муниципалитета входят следующие населенные пункты
- Айха
- Альманнсфельд
- Аппесло
- Аумюле
- Бернхоф
- Брюннталь
- Дайнсхоф
- Деттнах
- Драхбер
- Флюгельсбух
- Фрайшвайбах
- Гайсхоф
- Гиггельсберг
- Гуттенберг
- Хайд
- Хайнхоф
- Хальбмюле
- Хелльберг
- Хоххаус
- Хоэнгрунд
- Лангенберг
- Лаутерач
- Меннерсберг
- Мюльхаузен
- Оберфельд
- Паттерсхофен
- Пфаффенхофен
- Ройш
- Рихт
- Санкт Ламперт
- Зауграбен
- Шверц
- Умельсдорф
- Утценхофен
- Вольферсдорф
- Вольфсфельд
- Цапфль
- Цигельхютте

## История

### Средние века
На протяжении веков существовали различные написания названия этого поселения, например Castel или Kastel. 
Впервые поселение упоминается в документах в 1102 году, как Castellum, от одноимённого латинского слова, что означало крепость или укрепление.
Также, название связано с раннесредневековым замком, который в период с 1098 по 1103 годы был превращён в бенедиктинское аббатство при участии Отто и Германа фон Кастль, графа Беренгара I фон Зульцбах и маркграфиней Луйтгарт из рода Дипольдингеров.

### Современность
В прошлом рассматривалась возможность прокладки железнодорожного пути Нюрнберг – Регенсбург через Кастль. Однако в итоге было решено построить её через Ноймаркт. В качестве компенсации планировалось построить железнодорожную дорогу Амберг – Ноймаркт. Однако была построена только локальная железная дорога, от Амберга до Лаутерхофена которая была введена в эксплуатацию в 1903 году.
При строительстве первых автобанов Кастль снова рассматривался как возможная точка соединения Нюрнберга и Регенсбурга, но из-за Второй мировой войны этот проект не был завершен.
Несколько десятилетий спустя автомагистраль все же была проложена через Ноймаркт.

## Население
В период с 1840 по 1939 год население общины Кастль незначительно увеличилось. В 1840 году в муниципалитете проживало 2003 жителя, а к 1939 году число выросло до 2258 человек.
После Второй мировой войны произошло значительное населенное населения в городе, и к 1950 году население достигло пика в 3069 человек. В последующие десятилетия население пошло на спад. А между 1961 и 1970 годами население снова немного возросло до 2860 человек.
С 2013 года заметно снизилось до 2395 жителей. В следующие годы произошел умеренный рост населения.
Согласно данным Баварского государственного статистического управления, на момент 31 декабря 2023 в Кастле проживает 2814 человек.
| 1804 | 1871  | 1900  | 1925  | 1939  | 1950  | 1961  | 1970  | 1987  | 2007  | 2008  | 2009  | 2010  | 2011  | 2012  | 2013  | 2014  | 2015  | 2016  | 2017  | 2023  |
| ---- | ----- | ----- | ----- | ----- | ----- | ----- | ----- | ----- | ----- | ----- | ----- | ----- | ----- | ----- | ----- | ----- | ----- | ----- | ----- | ----- |
| 2003 | ▲2025 | ▲2051 | ▲2688 | ▼2162 | ▲3069 | ▼2667 | ▲2860 | ▲2588 | ▼2544 | ▼2522 | ▼2490 | ▼2467 | ▼2407 | ▲2410 | ▼2395 | ▲2428 | ▲2440 | ▲2447 | ▲2467 | ▲2814 |

## Известные люди
В городе родились:
- Петер фон Кастль (около 1400) – бенедиктинский монах, переводчик произведения "Утешения философии" Боэциуса.
- Иоганн Мартин Греф (1751–1833) – католический богослов.
- Август Холлер (1835–1904) – ботаник.
- Георг Виденбауер (1875–1960) – исследователь истории местности и почетный гражданин Кастля.
- Альфред Пёллат (1916–1996) – политик и член Баварской Партии.
- Альфонс Ридль (1937–2008) – член римско-католического духовенства и теолог-пацифист.
- Хельмут Гейст (род. 1958) – географ, исследователь и университетский преподаватель.